# West Indies Cricket Team in Sri Lanka in der Saison 2019/20
Die Tour des West Indies Cricket Teams nach Sri Lanka in der Saison 2019/20 fand vom 22. Februar bis zum 7. März 2020 statt. Die internationale Cricket-Tour war Bestandteil der Internationalen Cricket-Saison 2019/20 und umfasste drei ODIs und zwei Twenty20s. Sri Lanka gewann die ODI-Serie 3–0, während sich die West Indies mit 2–0 bei der Twenty20-Serie durchsetzte.

## Vorgeschichte
Sri Lanka spielte zuvor eine Tour in Simbabwe, die West Indies eine Tour gegen Irland.
Das letzte Aufeinandertreffen der beiden Mannschaften bei einer Tour fand in der Saison 2018 in den West Indies statt.

## Stadien
Die folgenden Stadien wurden für die Tour als Austragungsort vorgesehen.
| Stadion                                            | Stadt      | Kapazität | Spiele              |
| -------------------------------------------------- | ---------- | --------- | ------------------- |
| Sinhalese Sports Club Ground (SSC)                 | Colombo    | 10.000    | 1. ODI              |
| Mahinda Rajapaksa International Stadium            | Hambantota | 35.000    | 2. ODI              |
| Muttiah Muralitharan International Cricket Stadium | Kandy      | 35.000    | 3. ODI; 1. & 2. T20 |

## Kaderlisten
West Indies benannte seine Kader am 4. Februar 2020. Sri Lanka benannte seinen Twenty20-Kader am 2. März 2020.
| ODI | ODI | Twenty20 | Twenty20 |
| Sri Lanka | West Indies | Sri Lanka | West Indies |
| --- | --- | --- | --- |
| - Dimuth Karunaratne (K) - Niroshan Dickwella (wk) - Avishka Fernando - Wanindu Hasaranga - Shehan Jayasuriya - Lahiru Kumara - Angelo Mathews - Kusal Mendis - Kusal Perera (wk) - Thisara Perera - Nuwan Pradeep - Lakshan Sandakan - Dasun Shanaka - Dhananjaya de Silva - Isuru Udana | - Kieron Pollard (K) - Fabian Allen - Sunil Ambris - Darren Bravo - Roston Chase - Sheldon Cottrell - Jason Holder - Shai Hope (wk) - Alzarri Joseph - Brandon King - Keemo Paul - Nicholas Pooran - Rovman Powell - Romario Shepherd - Hayden Walsh Jr. | - Lasith Malinga (K) - Niroshan Dickwella (wk) - Asitha Fernando - Avishka Fernando - Wanindu Hasaranga - Shehan Jayasuriya - Lahiru Kumara - Angelo Mathews - Kusal Mendis - Kusal Perera (wk) - Thisara Perera - Nuwan Pradeep - Lakshan Sandakan - Dasun Shanaka - Dhananjaya de Silva - Isuru Udana | - Kieron Pollard (K) - Fabian Allen - Dwayne Bravo - Sheldon Cottrell - Shimron Hetmyer - Shai Hope (wk) - Brandon King - Nicholas Pooran - Rovman Powell - Andre Russell - Lendl Simmons - Oshane Thomas - Hayden Walsh Jr. - Kesrick Williams |

## Tour Matches
| 17. Februar Scorecard | Colombo (PSS) | West Indians 282 (49.4)                              | – | Sri Lanka Board President’s XI 283-8 (47.3) |
|                       |               | Sri Lanka Board President’s XI gewinnt mit 2 Wickets |   |                                             |

| 20. Februar Scorecard | Katunayake | Sri Lanka Board President’s XI 276-8 (50) | – | West Indians 277-4 (46.3) |
|                       |            | West Indians gewinnt mit 6 Wickets        |   |                           |

## One-Day Internationals

### Erstes ODI in Colombo
| 22. Februar Scorecard | Colombo (SSC) | West Indies 289-7 (50)         | – | Sri Lanka 290-9 (49.1) |
|                       |               | Sri Lanka gewinnt mit 1 Wicket |   |                        |

### Zweites ODI in Hambantota
| 26. Februar Scorecard | Hambantota | Sri Lanka 345-8 (50)           | – | West Indies 184 (39.1) |
|                       |            | Sri Lanka gewinnt mit 161 Runs |   |                        |

### Drittes ODI in Kandy
| 1. März Scorecard | Kandy | Sri Lanka 307 (50)           | – | West Indies 301-9 (50) |
|                   |       | Sri Lanka gewinnt mit 6 Runs |   |                        |

## Twenty20 Internationals

### Erstes Twenty20 in Kandy
| 4. März Scorecard | Kandy | West Indies 196-4 (20)          | – | Sri Lanka 171 (19.1) |
|                   |       | West Indies gewinnt mit 25 Runs |   |                      |

### Zweites Twenty20 in Kandy
| 6. März Scorecard | Kandy | Sri Lanka 155-6 (20)              | – | West Indies 158-3 (17) |
|                   |       | West Indies gewinnt mit 7 Wickets |   |                        |